# いしづち (フェリー)
いしづちはかつて四国中央フェリーボート（バンパックフェリー）が運航していたフェリー。愛媛県川之江市(現・四国中央市）の川之江港から兵庫県神戸市の神戸港（東神戸フェリーセンター）を結ぶ航路に就航していた。

## 概要
高知重工で建造され、バンパックフェリーの第一船として1970年（昭和45年）3月8日の開業時に就航。1973年（昭和48年）に機関室からの火災による沈没事故を起こした「せとうち」とは姉妹船。航路開業期において昼夜問わず稼働して輸送を支えていたが、利用客の漸増により供給力不足に陥るようになっていた。やがて新造された「かわのえ」「にいはま」との能力差から引退し、1976年（昭和51年）4月から1977年（昭和52年）10月まで九州郵船にチャーターに出されていた。その後、1978年（昭和53年）4月15日に旧ユーゴスラビアへ売却。
1978年売却当時の船名は「Partizanka」で、同年さらに「Lastovo 1」と改名された。1993年（平成5年）8月15日にエンジンルームからの火災事故を起こしひどく損傷したため解体が検討されたが、結局エンジンを交換し使用継続されることとなった。1998年（平成10年）には「Lastovo」と改名され、2021年（令和3年）現在もクロアチアの海運会社ヤドロリニヤ（クロアチア語: Jadrolinija）においてクロアチア本土とアドリア海のダルマチア諸島を結ぶ航路で活躍中。

## 船内

### 船室
- 特二等      100名
- 二等        400名

旅客定員  計500名